# Pomeroy (County Tyrone)
Pomeroy é uma vila localizada em County Tyrone, Irlanda do Norte.
Tem uma população de 604 pessoas, de acordo com o censo de 2010.